# Чемпіонат Німеччини з футболу 1992—1993: Бундесліга
Сезон Бундесліги 1992–1993 був 30-им сезоном в історії Бундесліги, найвищого дивізіону футбольної першості Німеччини. Він розпочався 14 серпня 1992 і завершився 5 червня 1993 року. Діючим чемпіоном країни був «Штутгарт», який у цьому сезоні опинився лише на сьомому місці підсумкової турнірної таблиці, поступившись данадцятьма очками  бременському «Вердеру», який і став чемпіоном Німеччини 1992/93.

## Формат змагання
Кожна команда грала з кожним із суперників по дві гри, одній вдома і одній у гостях. Команди отримували по два турнірні очки за кожну перемогу і по одному очку за нічию. Якщо дві або більше команд мали однакову кількість очок, розподіл місць між ними відбувався за різницею голів, а за їх рівності — за кількістю забитих голів. Команда з найбільшою кількістю очок ставала чемпіоном, а три найгірші команди вибували до Другої Бундесліги.

## Зміна учасників у порівнянні з сезоном 1991–92
«Штутгартер Кікерс», «Ганза», «Дуйсбург» і «Фортуна» (Дюссельдорф) за результатами попереднього сезону вибули до Другої Бундесліги. Враховуючи скорочення кількості учасників Бундесліги з 20 до 18 команд, замість них підвищення у класі отримали лише дві команди — «Юрдінген 05» і «Саарбрюкен», які перемогли відповідно у Північному і Південному дивізіонах Другої Бундесліги.

## Команди-учасниці
| Клуб                            | Місто              | Стадіон                      | Вміщує |
| ------------------------------- | ------------------ | ---------------------------- | ------ |
| «Бохум»                         | Бохум              | Воновія Рурштадіон           | 40,000 |
| «Вердер»                        | Бремен             | Везерштадіон                 | 32,000 |
| «Боруссія» (Дортмунд)           | Дортмунд           | Зігналь Ідуна Парк           | 52,616 |
| «Динамо» (Дрезден)              | Дрезден            | Стадіон ім. Рудольфа Гарбіга | 30,000 |
| «Айнтрахт» (Франкфурт-на-Майні) | Франкфурт-на-Майні | Вальдштадіон                 | 62,000 |
| «Гамбург»                       | Гамбург            | Фолькспаркштадіон            | 62,000 |
| «Кайзерслаутерн»                | Кайзерслаутерн     | Фріц-Вальтер-Штадіон         | 38,500 |
| «Карлсруе»                      | Карлсруе           | Вільдпаркштадіон             | 50,000 |
| «Кельн»                         | Кельн              | Рейн Енергі Штадіон          | 55,000 |
| «Баєр 04»                       | Леверкузен         | Ульріх Габерланд Штадіон     | 27,800 |
| «Боруссія» (Менхенгладбах)      | Менхенгладбах      | Бекельбергштадіон            | 34,500 |
| «Баварія» (Мюнхен)              | Мюнхен             | Олімпіаштадіон               | 70,000 |
| «Нюрнберг»                      | Нюрнберг           | Грюндіг-Штадіон              | 55,000 |
| «Саарбрюкен»                    | Саарбрюккен        | Людвігспаркштадіон           | 36,000 |
| «Шальке 04»                     | Гельзенкірхен      | Паркштадіон                  | 70,000 |
| «Штутгарт»                      | Штутгарт           | Неккарштадіон                | 68,000 |
| «Юрдінген 05»                   | Крефельд           | Гротенбург                   | 34,500 |
| «Ваттеншайд 09»                 | Ваттеншайд         | Лоргайдештадіон              | 15,000 |

## Турнірна таблиця
| Поз | Команда                         | І  | В  | Н  | П  | ГЗ | ГП | РГ  | О  | Кваліфікація або пониження                    |
| --- | ------------------------------- | -- | -- | -- | -- | -- | -- | --- | -- | --------------------------------------------- |
| 1   | «Вердер» (C)                    | 34 | 19 | 10 | 5  | 63 | 30 | +33 | 48 | Перший раунд Ліги чемпіонів УЄФА 1993—1994    |
| 2   | «Баварія» (Мюнхен)              | 34 | 18 | 11 | 5  | 74 | 45 | +29 | 47 | Перший раунд Кубка УЄФА 1993—1994             |
| 3   | «Айнтрахт» (Франкфурт-на-Майні) | 34 | 15 | 12 | 7  | 56 | 39 | +17 | 42 | Перший раунд Кубка УЄФА 1993—1994             |
| 4   | «Боруссія» (Дортмунд)           | 34 | 18 | 5  | 11 | 61 | 43 | +18 | 41 | Перший раунд Кубка УЄФА 1993—1994             |
| 5   | «Баєр 04»                       | 34 | 14 | 12 | 8  | 64 | 45 | +19 | 40 | Перший раунд Кубка володарів кубків 1993—1994 |
| 6   | «Карлсруе»                      | 34 | 14 | 11 | 9  | 60 | 54 | +6  | 39 | Перший раунд Кубка УЄФА 1993—1994             |
| 7   | «Штутгарт»                      | 34 | 12 | 12 | 10 | 56 | 50 | +6  | 36 |                                               |
| 8   | «Кайзерслаутерн»                | 34 | 13 | 9  | 12 | 50 | 40 | +10 | 35 |                                               |
| 9   | «Боруссія» (Менхенгладбах)      | 34 | 13 | 9  | 12 | 59 | 59 | 0   | 35 |                                               |
| 10  | «Шальке 04»                     | 34 | 11 | 12 | 11 | 42 | 43 | −1  | 34 |                                               |
| 11  | «Гамбург»                       | 34 | 8  | 15 | 11 | 42 | 44 | −2  | 31 |                                               |
| 12  | «Кельн»                         | 34 | 12 | 4  | 18 | 41 | 51 | −10 | 28 |                                               |
| 13  | «Нюрнберг»                      | 34 | 10 | 8  | 16 | 30 | 47 | −17 | 28 |                                               |
| 14  | «Ваттеншайд 09»                 | 34 | 10 | 8  | 16 | 46 | 67 | −21 | 28 |                                               |
| 15  | «Динамо» (Дрезден)              | 34 | 7  | 13 | 14 | 32 | 49 | −17 | 27 |                                               |
| 16  | «Бохум» (R)                     | 34 | 8  | 10 | 16 | 45 | 52 | −7  | 26 | Пониження у класі до Другої Бундесліги        |
| 17  | «Баєр 05» (Юрдінген) (R)        | 34 | 7  | 10 | 17 | 35 | 64 | −29 | 24 | Пониження у класі до Другої Бундесліги        |
| 18  | «Саарбрюкен» (R)                | 34 | 5  | 13 | 16 | 37 | 71 | −34 | 23 | Пониження у класі до Другої Бундесліги        |

1. ↑  Оскільки «Баєр 04» кваліфікувався до Кубка володарів кубків, його місце у Кубку УЄФА перейшло до «Карлсруе».

## Результати
| Команда                         | БОХ | ВЕР | БРД | ДДР | АЙН | ГАМ | КАЙ | КАР | КЕЛ | Б04 | БРМ | БАВ | НЮР | СРБ | Ш04 | ШТТ | ЮРД | ВАТ |
| ------------------------------- | --- | --- | --- | --- | --- | --- | --- | --- | --- | --- | --- | --- | --- | --- | --- | --- | --- | --- |
| «Бохум»                         | —   | 2–0 | 2–2 | 2–2 | 1–0 | 1–2 | 1–3 | 2–2 | 0–0 | 2–2 | 2–1 | 2–2 | 4–0 | 4–0 | 0–1 | 0–0 | 4–1 | 3–1 |
| «Вердер»                        | 3–1 | —   | 1–0 | 3–0 | 0–0 | 5–0 | 1–0 | 3–0 | 2–0 | 1–1 | 2–0 | 4–1 | 3–0 | 2–0 | 2–0 | 1–1 | 2–1 | 3–0 |
| «Боруссія» (Дортмунд)           | 1–0 | 2–2 | —   | 3–0 | 3–0 | 3–1 | 1–0 | 3–1 | 4–1 | 1–2 | 4–1 | 1–2 | 4–2 | 3–0 | 0–2 | 0–4 | 2–0 | 6–0 |
| «Динамо» (Дрезден)              | 0–0 | 2–3 | 3–0 | —   | 0–2 | 1–1 | 1–3 | 3–0 | 3–0 | 2–0 | 1–0 | 0–0 | 1–2 | 0–0 | 1–0 | 0–0 | 1–1 | 2–1 |
| «Айнтрахт» (Франкфурт-на-Майні) | 4–1 | 3–0 | 4–1 | 1–1 | —   | 3–3 | 3–0 | 4–1 | 2–1 | 2–2 | 1–3 | 1–1 | 0–0 | 1–1 | 0–3 | 4–0 | 1–0 | 4–1 |
| «Гамбург»                       | 2–0 | 0–0 | 1–2 | 1–1 | 1–2 | —   | 2–2 | 1–2 | 3–0 | 0–0 | 0–2 | 3–1 | 0–1 | 2–0 | 1–2 | 1–1 | 3–0 | 1–1 |
| «Кайзерслаутерн»                | 3–1 | 3–1 | 0–0 | 2–0 | 0–2 | 2–2 | —   | 2–3 | 1–0 | 4–0 | 0–0 | 1–3 | 2–0 | 1–1 | 3–0 | 0–0 | 2–1 | 4–1 |
| «Карлсруе»                      | 1–0 | 5–2 | 3–0 | 3–1 | 4–1 | 1–0 | 1–1 | —   | 3–1 | 1–1 | 4–2 | 4–2 | 1–1 | 2–2 | 0–0 | 1–1 | 4–0 | 2–1 |
| «Кельн»                         | 1–0 | 0–0 | 0–1 | 3–1 | 0–1 | 2–2 | 0–3 | 2–0 | —   | 1–0 | 1–2 | 1–3 | 2–0 | 4–2 | 2–1 | 3–1 | 5–0 | 3–0 |
| «Баєр 04»                       | 3–1 | 2–2 | 3–3 | 0–0 | 1–1 | 1–1 | 2–0 | 5–1 | 3–0 | —   | 4–0 | 2–4 | 2–1 | 1–1 | 6–1 | 4–0 | 1–0 | 3–1 |
| «Боруссія» (Менхенгладбах)      | 1–1 | 3–1 | 0–3 | 5–1 | 3–3 | 0–0 | 2–2 | 3–1 | 1–2 | 2–2 | —   | 2–2 | 2–1 | 2–5 | 2–0 | 1–1 | 0–4 | 4–1 |
| «Баварія» (Мюнхен)              | 3–1 | 1–3 | 2–0 | 3–1 | 1–0 | 4–0 | 1–0 | 3–3 | 3–0 | 4–1 | 2–2 | —   | 1–0 | 6–0 | 1–1 | 5–3 | 2–0 | 1–1 |
| «Нюрнберг»                      | 2–1 | 0–0 | 1–2 | 0–0 | 1–2 | 1–0 | 0–0 | 0–0 | 2–1 | 0–1 | 0–1 | 0–0 | —   | 4–1 | 1–4 | 3–2 | 2–0 | 2–1 |
| «Саарбрюкен»                    | 1–1 | 0–4 | 3–1 | 1–1 | 0–0 | 0–3 | 2–0 | 2–0 | 0–3 | 3–1 | 0–4 | 1–1 | 0–1 | —   | 1–3 | 1–4 | 3–3 | 0–1 |
| «Шальке 04»                     | 0–3 | 0–0 | 0–0 | 2–0 | 0–0 | 0–0 | 4–0 | 2–2 | 1–0 | 2–1 | 1–2 | 3–3 | 0–0 | 2–2 | —   | 1–0 | 1–1 | 3–4 |
| «Штутгарт»                      | 4–1 | 0–3 | 1–0 | 4–0 | 2–2 | 1–1 | 3–1 | 2–1 | 2–0 | 0–3 | 3–2 | 2–3 | 3–0 | 2–2 | 1–0 | —   | 1–2 | 4–1 |
| «Баєр 05» (Юрдінген)            | 2–1 | 0–2 | 0–2 | 1–1 | 2–0 | 0–2 | 0–5 | 1–1 | 0–0 | 2–1 | 1–3 | 0–3 | 2–1 | 1–1 | 4–2 | 3–3 | —   | 1–1 |
| «Ваттеншайд 09»                 | 2–0 | 2–2 | 1–3 | 2–1 | 1–2 | 2–2 | 1–0 | 0–2 | 4–2 | 1–3 | 3–1 | 2–0 | 4–1 | 3–1 | 0–0 | 0–0 | 1–1 | —   |

1. ↑  Гра «Баєр 05» (Юрдінген) проти «Айнтрахта» (Франкфурт-на-Майні) 22 травня 1993 року завершилася з рахунком 2–5, однак згодом тому ж «Баєру 05» була присуджена перемога з рахунком 2–0, оскільки «Айнтрахт», усупереч правилам змагання, мав на полі понад трьох іноземних гравців[4].

## Найкращі бомбардири
20 голів
- Ульф Кірстен («Баєр 04»)
- Тоні Єбоа («Айнтрахт» (Франкфурт-на-Майні))

17 голів
- Вінтон Руфер («Вердер»)

15 голів
- Стефан Шапюїза («Боруссія» (Дортмунд))

13 голів
- Андреас Том («Баєр 04»)
- Фріц Вальтер («Штутгарт»)
- Уве Вегманн («Бохум»)

11 голів
- Сергій Кир'яков («Карлсруе»)
- Бруно Лаббадіа («Баварія» (Мюнхен))

## Склад чемпіонів
| «Вердер» (Бремен) |
| --- |
| Воротарі: Олівер Рек (32); Ганс-Юрген Гунделах (2). Захисники: Томас Вольтер (31 / 2); Дітмар Баєрсдорфер (29 / 4); Руне Братсет (29 / 2); Ульріх Боровка (28 / 1); Манфред Бокенфельд (17); Томас Шааф (5). Півзахисники: Андреас Герцог (33 / 10); Мирослав Вотава (33 / 3); Дітер Айльтс (24 / 1); Торстен Легат (23 / 1); Уве Гарттген (12 / 2); Гюнтер Германн (5). Нападники: Вінтон Руфер (32 / 17); Марко Боде (29 / 4); Франк Нойбарт (19 / 3); Бернд Гобш (17 / 7); Штефан Кон (17 / 4); Клаус Аллофс (16); Арі ван Лент (2). (кількість ігор і голів наведені у дужках) Головний тренер: Отто Рехагель. Був у заявці, але не взяв участі у жодній грі чемпіонату: Гуннар Зауер; Чад Дірінг ; Мартін Прцондціоно; Ларс Унгер; Андре Віденер; Кай Веншлаг. |